# Capella de Cal Santamaria
Capella de Cal Santamaria és una petita església familiar de Serrateix, al municipi de Viver i Serrateix (Berguedà), al costat del mas Santamaria, inclosa en l'Inventari del Patrimoni Arquitectònic de Catalunya.

## Descripció
Església petita, advocada a Santa Maria, de nau única i coberta a doble vessant, amb una capella-sagristia, amb teulada independent, a la banda de migdia. Té un campanar de paret d'un sol ull al mur de llevant, sota del qual hi ha la porta d'entrada. Els murs, fets de maçoneria, presenten els angles reforçats amb carreus ben tallats i de mida grossa.

## Història
El Mas de Santamaria és una important casa pairal ben documentada des del segle xiv i que conserva el seu propi arxiu-biblioteca amb una gran varietat de llibres i documents d'èpoques diferents.
La capella és un petit exemplar barroc del segle xviii.